# Czwórprzymierze 1915
Czwórprzymierze 1915 – sojusz wojskowo-polityczny państw centralnych: Niemiec, Austro-Węgier, Turcji i Bułgarii w I wojnie światowej  Został oparty na układach: Niemiec i Austro-Węgier z 7 października 1879, Niemiec i Turcji z 2 sierpnia 1914, Bułgarii i Turcji z 6 października 1915 oraz na konwencji wojskowej Niemiec i Bułgarii z 6 października 1915. Został stworzony po przyłączeniu się Turcji w 1914 i Bułgarii w 1915 do niemiecko-austro-węgierskiego bloku.